# Зацеркляний Микола Григорович
Зацеркля́ний Микола Григорович (нар. 26 вересня 1942, с. Бережнівка Кобеляцького району — пом. 11 лютого 2011, Кременчук) — український різьбяр. Член Національної спілки майстрів народного мистецтва України (1992), заслужений майстер народної творчості України (2002). Відзначений бронзовою (1983) та срібною (1987) медалями Виставки досягнень народного господарства СРСР, Грамотою Міністерства культури України (1987), дипломом Управління культури Полтавської облдержадміністрації, Благословенною Грамотою Патріарха Київського і всієї Руси-України Філарета (1999).

## Біографія
Закінчив Криворізьке профтехучилище (РУ № 20). Різьбленню навчався у заслуженого майстра народної творчості Валентина Кузьмича Нагнибіди (1925 — 1985). Працював майстром різьблення по дереву в Кременчуцькому лісгоспзагу. Мешкає у м. Кременчук Полтавської області. 
Дружина — Зацеркляна Тетяна Антонівна. 

## Творчість
Внаслідок кропіткої праці з вивчення предметів народного побуту в музеях Полтави, Києва, Переяслава, Канева та інших міст, їх композиції, форм виробів, орнаментики, Микола Григорович створює для серійного виробництва в сувенірному цеху Кременчуцького лісгоспзагу кухонні набори, дитячі іграшки, тарелі, адресні папки, скриньки тощо. Компонує свої речі за допомогою тригранно-виїмчастої, площинно-рельєфної (особливо в останні роки), контурної, прорізної різьбярських технік. Інколи й усі разом тактовно поєднує в одному творі. Так, великого розміру таріль «Григорій Савич Сковорода» (1972), панно «Болгарії 1300 літ» (1982), декоративний пласт «Сидить козак, в кобзу грає…» (2002) свідчать про тверду незмінність художніх принципів митця у роботі над мистецьким твором. Створений другий конверт із серії "Історія Кременчуцького Лісгоспу". Автор створення конверту Кирило Відміч.

## Виставки
Виставки на яких експонувались твори
| Рік  | Назва, місце |
| ---- | --- |
| 1969 | Обласна худ. виставка, присвячена 200-річчю від д.н. І. П. Котляревського, м. Полтава |
| 1970 | Обласна худ. виставка, присвячена 100-річчю від д.н. В. І. Леніна, м. Полтава |
| 1970 | Всесоюзна виставка-конкурс творів декоративно-прикладного мистецтва самодіяльних художників і майстрів народної творчості, м. Москва                                                                    |
| 1971 | Обласна худ. виставка, присвячена XXIV з'їзду КПРС та XXIV з'їзду компартії України, м. Полтава |
| 1972 | Пересувна виставка творів народного мистецтва по містах Уралу та півночі Сибіру (м.м. Кіров, Тюмень, Кемерово, Нижній Тагіл, Іжевськ, Барнаул)                                                          |
| 1972 | Обласна худ. виставка творів самодіяльних художників, присвячена 50-річчю створення СРСР, м. Полтава |
| 1972 | Обласна худ. виставка творів самодіяльних художників, присвячена 250-річчю від д.н. укр. філософа Г. С. Сковороди, м. Полтава                                                                           |
| 1972 | Республіканська худ. виставка, присвячена 100-річчю від д.н. Лесі Українки, м. Київ |
| 1972 | Республіканська виставка творів самодіяльних художників. Майстрів нар. декоративного прикладного мистецтва, народних умільців та любителів фотографії. Присвячена 50-річчю створення СРСР, м. Київ      |
| 1973 | Обласна худ. виставка «Слава праці», м. Полтава |
| 1973 | Обласна виставка професійних і самодіяльних художників і народних майстрів, присвячена 30-річчю визволення Полтавщини від фашистських загарбників, м. Полтава                                           |
| 1974 | Виставка творів молодих худ., майстрів народного декоративного мистецтва, присвячена Всесоюзному фестивалю радянської молоді, м. Полтава                                                                |
| 1974 | Ювілейна худ. виставка, присвячена 800-річчю Полтави, м. Полтава |
| 1974 | Міжнародна виставка декоративно-прикладного мистецтва, м. Будапешт |
| 1975 | Виставка творів професійного і самодіяльного образотворчого і декоративно-прикладного мистецтва, присвячена 30-річчю Великої Перемоги радянського народу над фашизмом, м.м. Полтава, Кременчук, Лохвиця |
| 1976 | Виставка полтавських художників у Велико Тирново, Болгарія |
| 1976 | Всесоюзна виставка самодіяльних художників нар. мистецтва, м. Москва |
| 1976 | Персональна виставка М. Г. Зацеркляного у Республіканському Будинку літераторів, м.м. Київ, Кременчук                                                                                                   |
| 1976 | Виставка «Природолюби» — 60-річчю Великого Жовтня, м. Кременчук |
| 1976 | Обласна виставка творів самодіяльних худ. і майстрів декоративно-прикладного мистецтва Полтавщини, 60-річчю Великого Жовтня, м. Полтава                                                                 |
| 1976 | Республіканська виставка самодіяльних худ. і майстрів декоративно-прикладного мистецтва та фотолюбителів, 60-річчю Великого Жовтня, м. Київ                                                             |
| 1976 | Всесоюзна виставка творів самодіяльних худ. і майстрів декоративно-прикладного мистецтва, 60-річчю Великого Жовтня «Сучасні художники — Вітчизні», м. Москва                                            |
| 1979 | Обласна виставка творів самодіяльних худ. і майстрів декоративно-прикладного мистецтва, присвячена 325-річчю возз'єднання України з Росією, м. Полтава                                                  |
| 1979 | Виставка українського образотворчого мистецтва, присвячена 325 річчю возз'єднання України з Росією, з музеїв України та Росії, м. Москва                                                                |
| 1981 | Обласна виставка творів самодіяльних худ. і майстрів декоративно-прикладного мистецтва, присвячена XXVI з'їзду КПРС та XXVI з'їзду компартії України, м. Полтава                                        |
| 1982 | Виставка полтавських художників у Велико Тирново, Болгарія |
| 1982 | «Різьбяри Полтавщини», Музей народного декоративного мистецтва, м Канів |
| 1983 | «В сім'ї вольній, новій», Державний музей Т. Г. Шевченка, м. Київ |
| 1984 | Персональна виставка М. Г. Зацеркляного, м.м. Харків, Київ, Кременчук |
| 1984 | Виставка днів дружби Полтавської області в Слупському воєводстві, Польща |
| 1985 | Виставка, присвячена дням дружби м. Полтава та Велико Тирново, Болгарія |
| 1985 | Обласна виставка творів самодіяльних худ. і майстрів декоративно-прикладного мистецтва, присвячена XXVII з'їзду КПРС, м. Полтава                                                                        |
| 1986 | «В сім'ї вольній, новій», м. Київ |
| 1986 | Республіканське свято «День різьбяра», м. Київ |
| 1987 | Всесоюзна виставка, присвячена 70-річчю СРСР, м. Москва |
| 1987 | Республіканське свято народної творчості, присвяченої 70-річчю Жовтневої революції, м. Київ |
| 1987 | ВДНГ СРСР — Дні України (творчий показ), м. Москва |
| 1988 | Республіканське свято народної творчості України, м. Хмельницький |
| 1988 | ВДНГ України — Виставка майстрів різьби України, м. Київ |
| 1989 | Виставка, присвячена Т. Г. Шевченко, м.м. Кременчук, Полтава |
| 1990 | Другий міжнародний фестиваль фольклору, м. Київ |
| 1992 | Виставка у Вольному Українському університеті, м. Мюнхен, Німеччина |
| 1994 | Виставка Експо-94, м. Ренн, Франція |
| 1997 | Персональна виставка М. Г. Зацеркляного, Краєзнавчий музей м.м. Кременчук, Комсомольск |
| 2000 | Виставка народних майстрів України (Спілка народних майстрів), м. Київ |
| 2007 | Персональна виставка М. Г. і Т. А. Зацеркляних, Краєзнавчий музей м. Кременчук |
| 2012 | Персональна виставка М. Г. і Т. А. Зацеркляних, Краєзнавчий музей м. Полтава |

## Твори
Твори зберігаються:
- Національний музей українського народного декоративного мистецтва (м. Київ),
- Музей народної архітектури та побуту України в Пирогові (м. Київ),
- Будинок-музей Миколи Лисенка (м. Київ),
- Шевченківський національний заповідник (м. Канів),
- Канівський музей народного декоративного мистецтва,
- Полтавський краєзнавчий музей,
- Полтавський художній музей,
- Полтавський літературно-меморіальний музей І.Котляревського,
- Запорізький краєзнавчий музей,
- Кошалінський історичний музей в Польщі,
- Кременчуцький краєзнавчий музей,

та в приватних колекціях.

## Сницарські роботи
Автор Унікальних для Полтавського краю сницарських робіт значного розміру (2-7 м заввишки): іконостасів, кіотів, аналоїв, різьблених рам із розкішними візерунками створених для церков: 
- Церква Покрова Пресвятої Богородиці у селі Кам'яні Потоки Кременчуцького району. Іконостас. Царські ворота (1985–1990, висота 7 м, ширина 9,2м).
- Миколаївської у м. Кременчук (1990–1995),
- для храму старовірів у с. Соснівка Гадяцького р-ну (2000–2001),
- Спасо-Преображенська церква у м. Кременчук (2007, розширення іконостасу додаванням правої та лівої частин),
- Антоніо-Феодосіївського чоловічого монастиря,
- у с. Кам'яні Потоки (кіот для привезеної з Афону ікони «Богородиця Скоропослужниця», 2009)